# Der Todesengel (1988)
Der Todesengel ist ein US-amerikanischer Actionfilm aus dem Jahr 1988. Es ist die Literaturverfilmung des Buches Fatal Dosage von Gary Provost, welche wiederum auf einer wahren Begebenheit beruht.

## Handlung
Anne Capute ist eine gewissenhafte, pflichtbewusste und leidenschaftliche Krankenschwester, die bei ihren Kollegen und Patienten beliebt ist. Doch am 27. Mai 1980 macht sie einen folgenschweren Fehler, der ihr erst Tage später bewusst wird. Die an Krebs leidende Martha Busek hat derart heftige Schmerzen, dass Anne, nach Anweisung des Arztes Dr. Tate, „ihr es so gemütlich wie möglich zu machen“ handelt und eine mit 30 mg eine erhöhte Dosis Morphin spritzt. Tags darauf verstirbt Martha Busek und Anne erhält die Nachricht bei einem ausgelassenen Familienbarbeque. Miss Bannerman leitet daraufhin eine Untersuchung ein, bei der Anne Capute als Hauptschuldige für den Tod Buseks gilt. Denn sie verstarb nicht an ihrem Krebs, sondern an einer Überdosis Morphin, da ihr von drei unterschiedlichen Krankenschwestern 195 mg zwischen 17 und 23 Uhr, also innerhalb von sechs Stunden, gespritzt worden waren. Anne realisiert, dass sie Mrs. Busek möglicherweise tötete und wird für drei Tage suspendiert. Guten Glaubens hält sie dies erstmal für drei Tage Urlaub. Schnell werden daraus sechs Tage, bevor sie später entlassen wird und zu einem Anwalt gehen muss, um sich zu verteidigen.
Der Fall wird kurz darauf publik, wobei Anne allerdings als eiskalte Killerin dargestellt wird. Der Staatsanwalt sieht darin eine Chance und macht daraus einen Mordfall, der zu einer Anklage führt. Annes Freunde wenden sich ab und lediglich ihre Familie steht ihr bei. Da die Situation regelrecht aussichtslos erscheint, geht sie zu dem Topanwalt Pat Piscitelli, der zwar 20.000 US-Dollar Honorar verlangt, aber ihr auch 250.000 US-Dollar Schmerzensgeld verspricht. Er glaubt an ihre Unschuld und bereitet sie akribisch auf den Fall vor. Das führt allerdings auch dazu, dass die Familienprobleme weiter zunehmen und sie sich erstmals mit Suizidgedanken plagt.
Der Prozess wird von vielen Medien begleitet, und Anne meint im Scherz, dass sie hofft, bei einer möglichen Verfilmung von Jane Fonda gespielt zu werden. Nachdem der Staatsanwalt sie in seiner Anfangsrede als herzlose Mörderin darstellt, muss sie entsetzt feststellen, dass Dr. Tate wiederholt zu Protokoll gibt, diese Order weder gegeben zu haben, noch sie jemals unterzeichnet hätte. Doch Piscitelli schafft es, ihn auflaufen zu lassen, denn nicht nur, dass er die Geschichte nach einem Polizeiverhör anpasste, er hätte viel früher diese Order unterzeichnen müssen, weswegen ihm der Fehler hätte auffallen müssen. Dr. Ash sowie die anderen Krankenschwestern bestätigen erneut Annes Geschichte, dass sie lediglich im Auftrage Dr. Tates handelte. Allerdings belastet Miss Bannerman Anne wiederum stark, bis Piscitelli herausstellt, dass Bannermans Untersuchung fehlerhaft war und Anne nicht die letzte, und mit 45 mg Morphin tödliche, Spritze gab, sondern eine andere Krankenschwester. Kurz vor dem Plädoyer bittet Piscitelli Anne in den Zeugenstand zu treten, doch diese will ihr Leben nicht vor der Öffentlichkeit preisgeben. Sie selbst wählt eine kleine emotionale Ansprache an die Jury, in der sie erklärt, dass sie ihr Leben lang nichts anderes wollte, als Krankenschwester zu sein.
Anne Capute wird anschließend freigesprochen. Ebenso werden die Anklagen an den beiden anderen Krankenschwestern fallen gelassen. Nach über vier Jahren erhält sie auch ihre Lizenz als Krankenschwester zurück und darf fortan in diesem Beruf weiter arbeiten.

## Veröffentlichung
Nachdem der Film am 18. Oktober 1988 erstmals im US-Fernsehen auf CBS lief, wurde er in Deutschland zum ersten Mal am 2. Juni 1992 auf ProSieben ausgestrahlt.